# Judgement Day (Sinner)
Judgement Day è il decimo album in studio del gruppo musicale heavy metal tedesco Sinner, pubblicato nel 1996 dall'etichetta discografica No Bull Records e ristampato l'anno successivo dalla Nuclear Blast.

## Il disco
Inizialmente edito solo in Germania (oltre che in Giappone) dalla No Bull Records, l'anno seguente è stato nuovamente pubblicato dalla Nuclear Blast, ma questa volta a livello continentale e con copertina diversa. In Francia è stato invece diffuso dalla High Gain Records, però senza la canzone The River Runs Dry, considerata traccia bonus sull'edizione tedesca. La versione europea è composta da quattordici tracce, poiché include un intro strumentale, non presente sulle altre versioni, e due tracce bonus, tra cui la stessa The River Runs Dry. Nel 2009 questa versione del CD è stata ristampata in edizione limitata, rimasterizzata e in digipack dalla Metal Mind Productions.
Per la canzone Used to the Truth è stato anche realizzato un video.

## Tracce
Testi e musiche di Sinner, Naumann eccetto dove indicato.
1. Used To The Truth – 4:59
2. Troublemaker – 3:53
3. White Lightning – 4:06 (Sinner)
4. Judgement Day – 8:50 (Sinner, Beyrodt)
5. Jump The Gun – 4:35
6. Streets Of Sin – 3:59
7. Pray For Mercy – 3:10
8. Blue Tattoo – 5:12 (Sinner)
9. School Of Hard Knocks – 4:08
10. Deathwalker – 3:23 (Sinner)
11. The Fugitive – 7:20 (Sinner)
12. The River Runs Dry – 7:50 – (bonus track)

### Tracce Nuclear Blast
1. Smoke & Mirror – 1:40 – (strumentale)
2. Used To The Truth – 4:59
3. Troublemaker – 3:53
4. White Lightning – 4:06
5. Judgement Day – 8:50
6. Jump The Gun – 4:35
7. Streets Of Sin – 3:59
8. Pray For Mercy – 3:10
9. Blue Tattoo – 5:12
10. School Of Hard Knocks – 4:08
11. Deathwalker – 3:23
12. The Fugitive – 7:20
13. The River Runs Dry – 7:50 – (bonus track)
14. Had Enough – 5:15 (Sinner) – (bonus track)

## Formazione
- Mat Sinner - voce, basso
- Tom Naumann - chitarra
- Alex Beyrodt - chitarra
- Fritz Randow - batteria
- Frank Rössler - tastiere